# Velimir Stjepanović
Velimir Stjepanović (cyr. Велимир Стјепановић; ur. 7 sierpnia 1993 w Abu Zabi) – serbski pływak specjalizujący się w stylu dowolnym i motylkowym, brązowy medalista mistrzostw świata na krótkim basenie, trzykrotny mistrz Europy na długim basenie.

## Kariera
W 2012 roku podczas igrzysk olimpijskich w Londynie w finale 200 m stylem motylkowym zajął szóste miejsce z czasem 1:55,07. Dzień wcześniej, w eliminacjach pobił rekord Serbii (1:54,99).
Rok później, na mistrzostwach świata w Barcelonie w konkurencjach 200 m stylem dowolnym i 200 m stylem motylkowym uplasował się na 13. pozycji, uzyskawszy odpowiednio czasy 1:47,53 i 1:56,60.
W grudniu 2013 roku został mistrzem Europy na krótkim basenie na dystansie 200 m stylem motylkowym, gdzie osiągnął wynik 1:51,27 i o 0,09 s wyprzedził Pawła Korzeniowskiego. Na tych zawodach zdobył także brązowy medal na 400 m stylem dowolnym (3:40,91).
Pierwszego dnia mistrzostw Europy w Berlinie wywalczył złoty medal w konkurencji 400 m stylem dowolnym (3:45,66). Dwa dni później został także mistrzem Europy na dystansie dwukrotnie krótszym, gdzie uzyskał czas 1:45,78 i o 0,02 s wyprzedził rekordzistę świata Paula Biedermanna.
Na mistrzostwach świata na krótkim basenie w Dosze w 2014 roku zdobył brązowy medal na 400 m kraulem (3:38,17).
Rok później, podczas mistrzostw świata w Kazaniu odpadł w półfinale 200 m stylem dowolnym i ostatecznie został sklasyfikowany na 12. miejscu z czasem 1:47,55. Na dystansie dwukrotnie dłuższym był dziewiętnasty (3:49,49).
W maju 2016 roku na mistrzostwach Europy z wynikiem 1:46,26 zdobył srebrny medal w konkurencji 200 m stylem dowolnym. Trzy miesiące później, podczas igrzysk olimpijskich w Rio de Janeiro zajął na tym dystansie 13. miejsce, uzyskawszy czas 1:47,28. Na 400 m stylem dowolnym był czternasty z rezultatem 3:46,78. W konkurencji 100 m stylem dowolnym uplasował się na 32. pozycji ex aequo z Koreańczykiem Park Tae-hwanem (49,24).
Na mistrzostwach świata w Budapeszcie w 2017 roku zajął 12. miejsce na 100 i 200 m stylem dowolnym, uzyskawszy odpowiednio czasy 48,66 i 1:46,82.